# Томатная минирующая моль
Тома́тная мини́рующая моль (лат. Tuta absoluta) — вид чешуекрылых из семейства выемчатокрылых молей (Gracillariidae), родиной которого является Южная Америка. Опасный вредитель томатов и других паслёновых. Гусеницы минируют листья или поражают незрелые плоды. В год может давать до 15 поколений. В Европу моль завезёна в 2006 году, в 2010 году обнаружена в России, в 2014—2016 годах появилась во многих странах Африки и в Индии.

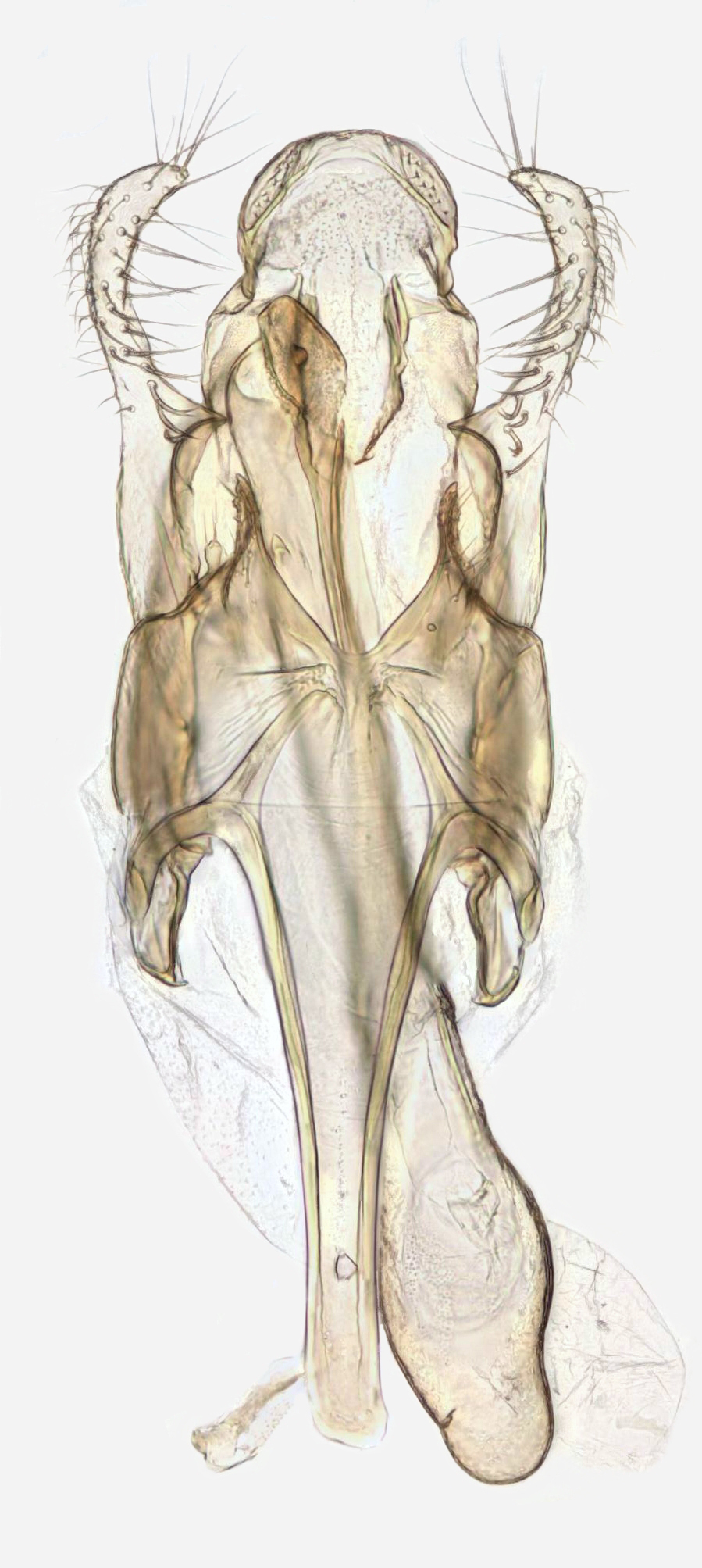
Гениталии самца томатной минирующей моли

## Описание
Длина тела имаго 5—7 мм. Окраска серо-коричневая, у самцов она несколько темнее. Губные щупики выступающие изогнутые вверх, кремового цвета, Третий членик с двумя отчётливыми чёрными кольцами. Усики чётковидные, чёрные, со светлыми кольцами. Передние крылья узкие, с тёмными пятнами; задние крылья тёмно-серые ланцетные с длинными чешуйками. Размах крыльев 8—10 мм. Гусеницы первого возраста жёлтого цвета (около 0,5 мм). На более поздних стадиях гусеницы жёлто-зелёные. В задней части головы имеется чёрная полоса. Длина гусеницы перед окукливанием около 9 мм. Куколки длиной около 6 мм, светло-коричневые. Яйца цилиндрические, желтовато-белые, длиной 0,36 мм. Ункус гениталий самцов в форме капюшона. Субункус и винкулум широкие. Вальвы пальцевидные покрыты на конце щетинками. Эдеагус с выраженным цекусом (слепой отросток с основании эдеагуса).

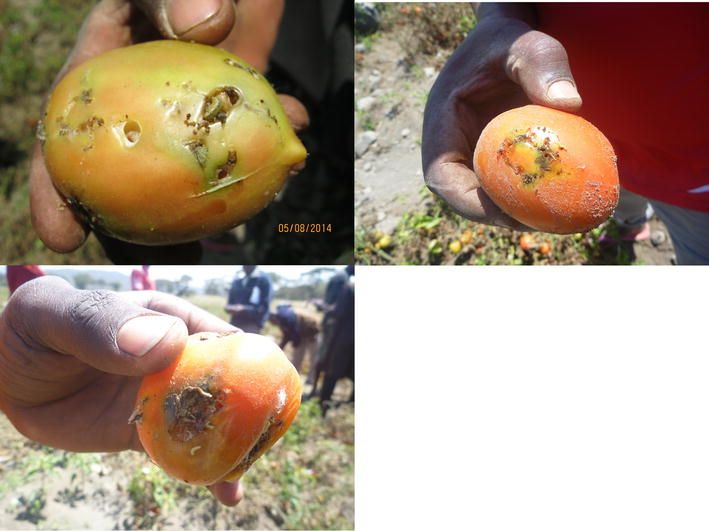
Томаты, повреждённые томатной минирующей молью

## Образ жизни
Гусеницы могут питаться на растениях около 30 семейств, но предпочтение отдают представителям семейства паслёновых: баклажан, перец, дурман, картофель и др. Основным кормовым растением является томат. В год может развиваться до 15 поколений. Плодовитость самки 250—260 яиц. Развитие яиц длится от 4 до 6 дней. После выхода из яйца гусеница начинает питаться, предпочитая листья и стебли кормового растения. Гусеницы имеют четыре возраста. Обычно гусеницы выедают мезофилл листа, образуя характерные пятна (мины) на листе. Иногда гусеницы проникают внутрь плода, при этом повреждаются прежде всего незрелые плоды. В зависимости от температуры гусеница развивается от 11 (при +30 °С) до 36 (при +15 °С) дней. Для окукливания гусеницы выходят наружу. Метаморфоз в куколке продолжается 9—11 дней. При неблагоприятных условиях этот срок может увеличиться до 20 дней. Взрослые насекомые живут от 9 до 23 дней. Продолжительность одного цикла развития составляет от 29 до 89 дней. В течение года, при самых благоприятных условиях, может быть до 15 поколений.
|  |
|  |

## Распространение
Этот вид впервые был обнаружен и описан в Перу в 1913 году. В 1960-х годах этот вид уже был известен в Чили, Колумбии и Аргентине, в 1970-х годах проник в Боливию, Парагвай и Уругвай. В 1990-х годах распространился по всей Бразилии В Европе томатная моль была впервые обнаружена в 2006 году в Испании. В 2008—2009 годах она уже встречена во Франции, Италии, Тунисе, Израиле и Иордании. В России томатная моль появилась в 2010 году в Краснодарском крае и отмечена к 2012 году в Адыгее, Дагестане и Башкортостане. В 2014—2015 году этот вид обнаружен в Танзании, Нигерии, Нигере, Сенегале, Кении, Уганде и Индии, а в 2016 году — в ЮАР.

## Хозяйственное значение и меры борьбы
Европейско-средиземноморская организация по защите растений внесла этот вид в перечень карантинных вредных организмов. При повреждении растения томатной молью происходит отмирание листьев и как следствие этого задержка развития растения. Для борьбы с молью применяют феромонные и световые ловушки. Плоды поражённые ею должны быть уничтожены. Из биологических методов борьбы применяют препараты энтомопатогенной бактерии Bacillus thuringiensis. В Израиле для борьбы с молью используют хищного клопа слепняка Nesidiocoris tenuis, но при использовании этого клопа нужно учитывать, что при недостатке жертв, он переходит на питание растениями. Используют его в сочетании с некоторыми химическими препаратами. Опрыскивание инсектицидами проводят в 3—4-кратной повторности с интервалом в 10 дней. Против гусениц моли в Испании прошли успешные испытания клопов Macrolophus pygmaeus и Nabis pseudoferus. Перспективными в использовании паразитами яиц томатной моли являются Trichogramma achaeae, Trichogramma bactrae, Trichogramma fasciatum, Trichogramma pretiosum, Trichogramma nerudai. Против гусениц можно использовать Parasierola nigriferum, Apanteles gelechiidvoris, Bracon lucileae, Pseudapanteles dignus, Dineulophus phthorimaeae, Neochrysocharis formosa. В куколках паразитирует наездник Campoplex haywardi.